# Attila - Krigarfolkets härskare
Attila Krigarfolkets härskare är en amerikansk miniserie från 2001.

## Handling
Attila lyckas som liten fly när resten av hans by utplånas. Han växer upp och drivs av en vision om ett enat hunnerrike, en ny världsordning. Med tiden blir Attila ledare för sitt folk och ser en möjlighet att förverkliga sin vision, han påbörjar det hårda arbetet att ena ett splittrat folk.
I Rom ser man med oro på händelseutvecklingen och en general, Flavius Aëtius, får i uppdrag att förhindra att imperiet faller i Attilas händer.
Två olika tankar och visioner om hur världens framtid ska se ut möts.

## Om filmen
Attila - Krigarfolkets härskare baseras på historiska händelser när Hunnerna på 400-talet enades och växte sig starka. Hunnerna hotade det redan sönderfallande Romerska riket. Även huvudpersonerna (Attila och Flavius Aëtius) är historiskt kända personer. I filmen talas engelska, till skillnad från romarnas latin eller något av de språk som pekats ut som hunnerspråkets efterföljare i modern tid.

## Rollista (i urval)
- Gerard Butler - Attila
- Rollo Weeks - Attila som ung
- Powers Boothe - Flavius Aëtius
- Simmone Jade Mackinnon - N'Kara/Ildico
- Pauline Lynch - Galen
- Steven Berkoff - Kung Rua
- Liam Cunningham - Kung Theodoric
- Reg Rogers - Valentinian
- Alice Krige - Placida
- Tim Curry - Theodosius
- Andrew Pleavin - Orestes
- Tommy Flanagan - Bleda
- Kirsty Mitchell - Honoria
- Jonathan Hyde - Felix
- Janet Henfrey - Palcharia